# Hadspen House
Hadspen House in Hadspen, Kirchspiel Pitcombe ist ein englisches Landgut aus dem 17. Jahrhundert in Somerset. Das U-förmige Herrenhaus steht seit 1961 unter Denkmalschutz (Grade II listed). Es ist aus lokal gewonnenem oolithischen Kalkstein erbaut, das Dach besteht aus walisischem Schiefer. Es wurde später im georgianischen Stil umgestaltet.

## Geschichte
Das jetzige zweistöckige Steinhaus wurde im 17. Jahrhundert für den Anwalt William Player erbaut, der das Anwesen 1678 erworben hatte. Ein gewisser Vickris Dickinson erwarb es 1747, aber schon 1767 wurde das Gut wieder verkauft. 1785 erwarb der Anwalt Henry Hobhouse aus Bristol das Anwesen. Seine Familie war durch Sklavenhandel reich geworden und versuchte sich nun als Landbesitzer zu etablieren.
Das Gut wurde in den 2010er Jahren von Niall Alexander Hobhouse (* 29. August 1954) an das südafrikanische Ehepaar Koos Becker und Karen Roos verkauft, die in dem Herrenhaus und den Stallungen ein Luxus-Hotel mit dem Namen „the Newt“ (Der Molch) einrichteten. Becker machte sein Geld im Bereich der Telekommunikation.

## Gärten
William Player ließ einen formalen Garten im französischen Stil anlegen. Margaret Hobhouse legte einen viktorianischen Garten an, der später im edwardischen Stil umgestaltet wurde. Während des Zweiten Weltkrieges im Zuge der Kampagne "Digging for Victory" wurde er als Gemüsegarten genutzt, danach versuchten zwei ungelernte Arbeiter erfolglos, Zaunwinden, Zaunrüben und Brombeeren im Zaum zu halten.
Die spätere Gartengestalterin Penelope Hobhouse, Gattin von Paul Rodbard Hobhouse († 1994) gestaltete den Garten ab 1968 um. Nach der Annullierung ihrer Ehe 1973 verwilderte der Garten. 1987 pachtete durch Vermittlung von Penelope Hobhouse das kanadische Ehepaar Sandra und Nori Pope den ummauerten ovalen Küchengarten, den sie als eine Serie von Farbgärten gestalteten, die nahtlos ineinander übergingen. Sie verstanden den Garten als Symphonie. Nori züchtete eine Reihe von Pflanzensorten, die speziell für diesen Garten gedacht waren. Sie betrieben auf dem Gelände eine Gärtnerei für Zierpflanzen. Nachdem Nori Pope an Alzheimer und Parkinson erkrankt war, zog das Ehepaar 2005 zurück nach Kanada zu ihren Kindern und Enkelkindern und siedelten sich in Vancouver an der Juan-de-Fuca-Straße an, wo Nori Pope 2019 verstarb. Sie hatten sich nie vom britischen Garten-Establishment anerkannt gefühlt. Ihr Buch über Farbe im Garten war jedoch sehr erfolgreich und wurde in zahlreiche europäische Sprachen übersetzt. Vor ihrem Abschied verschenkten sie die Gartenpflanzen an Freunde und Nachbarn.

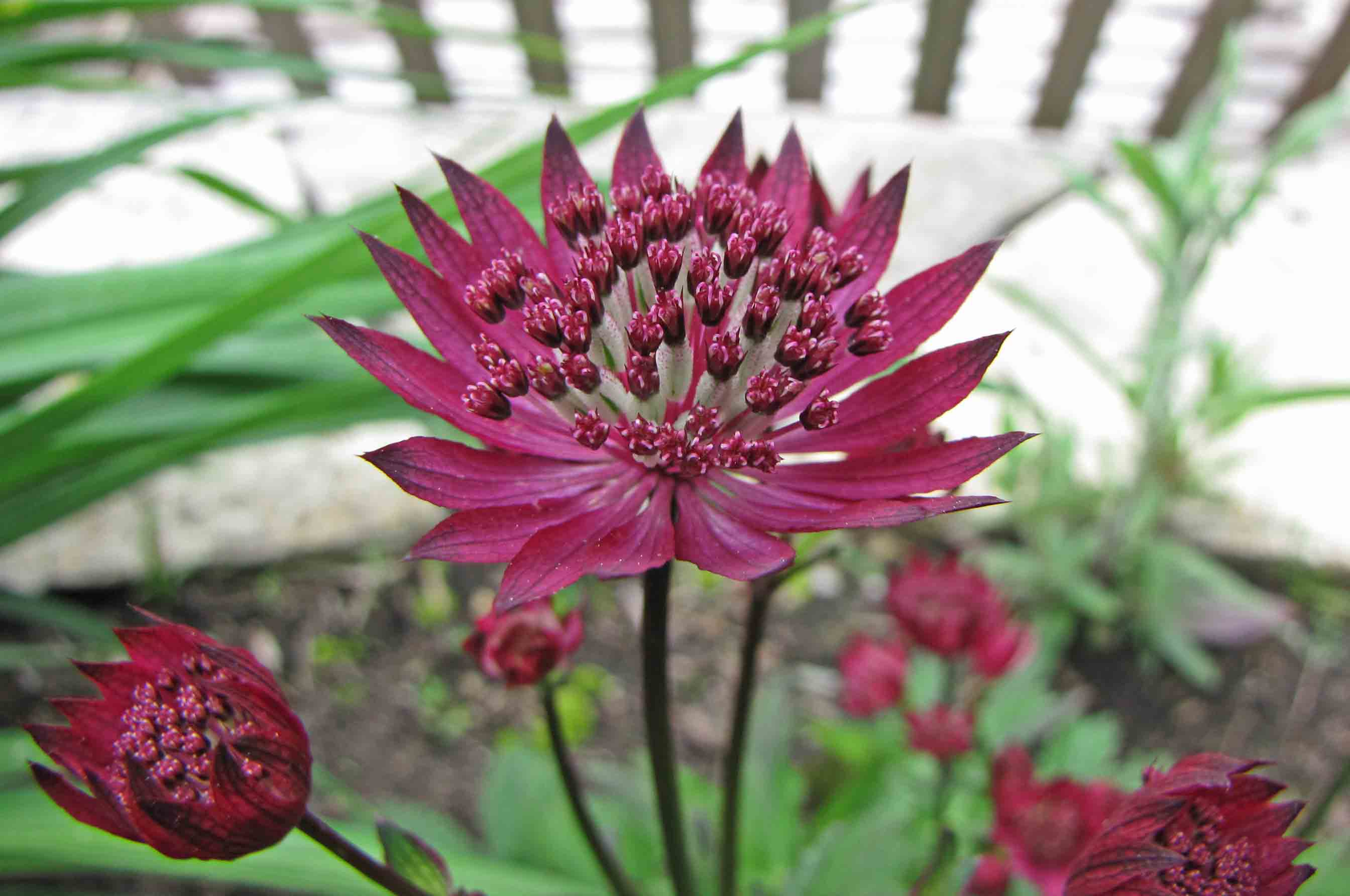
Sterndolde Hadspen Blood

Nach Hadspen benannte Sorten (Auswahl):
- Anemone hupehensis 'Hadspen Abundance'
- Astrantia major 'Hadspen Blood'
- Brunnera macrophylla 'Hadspen Cream'
- Hosta 'Hadspen Blue'
- Hosta Hadspen Hawk
- Hosta Hadspen Heron
- Lobelia × speciosa ‘Hadspen Purple’
- Salvia involucrata 'Hadspen'

Niall Hobhouse schrieb 2007 einen Wettbewerb zur Umgestaltung des Gartens aus, dieser wurde aber nie umgesetzt, da er keine Entscheidung über die eingereichten Entwürfe fällen konnte.
Nach dem Verkauf des Anwesens durch Niall Hobhouse wurde der Garten durch den französischen Gartengestalter Patrice Taravella völlig umgestaltet. Taravella hatte bereits in Südafrika (Babylonstoren, Western Cape) für Becker gearbeitet. Der ummauerte Garten (nun „das Parabol“) enthält nun einen Baumgarten mit historischen Apfelbäumen.